# Käbiküla (Märjamaa)
Käbiküla – wieś w Estonii, w prowincji Rapla, w gminie Märjamaa.